# Ryan Coiner
Ryan Coiner (* 7. September 1979 in Aliso Viejo, Kalifornien) ist ein ehemaliger US-amerikanischer Fußballspieler.

## Spielerkarriere

### College
Coiner spielte von 1999 bis 2002 College Soccer an der University of San Diego. 2000 und 2002 wurde er zum West Coast Conference Spieler des Jahres ernannt und 2002 in die NSCAA Second Team All-American Auswahl berufen. 2001 spielte er während der Pause der College-Saison für die Southern California Seahorses in der USL Premier Development League. 2003 spielte für die Orange County Blue Stars.

### Wechsel nach Deutschland
Nach seinem Collegeabschluss zog es Coiner im Sommer 2003 nach Deutschland. Er wechselte zu der zweiten Mannschaft von Arminia Bielefeld, die damals in der Fußball-Oberliga Westfalen spielte. Er erzielte 16 Tore in 20 Spielen, wurde aber nie für die erste Mannschaft berücksichtigt.
Nach einer Saison wechselte Coiner in die drittklassige Regionalliga Nord zum 1. FC Union Berlin. Hier war stand er bei 32 von 36 Spielen auf dem Platz. Nach dem Abstieg der Berliner am Ende der Saison, wechselte Coiner erneut und zwar nach Kiel. Auch hier blieb er nur eine Saison, da er sich nicht mit Holstein über eine Vertragsverlängerung einig werden konnte, war aber wiederum einer der Stammkräfte der Mannschaft.

### Zurück in die USA
Am 13. Juli 2006 unterzeichnete er bei der Columbus Crew, die in der Major League Soccer spielten. Am Ende der Saison wurde Coiner im Austausch gegen einen weiteren Draft beim MLS SuperDraft 2007 zu Chicago Fire transferiert. Bevor die Saison 2007 begann, beendete er aber seine Karriere.

## Nachdem Fußball
Ryan Coiner arbeitet nach seiner Fußballkarriere als Finanzberater in Fort Worth, Texas, wo er seit 2007 mit seiner Familie wohnt.